# Natal'ja Iščenko
Natal'ja Sergeevna Iščenko (in russo Наталья Сергеевна Ищенко?; Smolensk, 8 aprile 1986) è una sincronetta russa cinque volte medaglia d'oro ai Giochi olimpici.

## Carriera
Il suo primo successo internazionale è arrivato nel 2004, con l'argento conquistato nel singolo ai campionati europei di nuoto. In seguito ha confermato tutto il suo talento, fino a vincere l'oro nella gara a squadre alle Olimpiadi di Pechino 2008 e altri due ori (duo e gara a squadre) quattro anni più tardi a Londra 2012. Dal 2007 al 2011 è stata per tre volte consecutive campionessa mondiale nel programma tecnico di singolo.
In seguito alla nascita di suo figlio Semyon, avvenuta nel 2013, Natal'ja Iščenko si è momentaneamente ritirata dall'attività agonistica. Ha fatto ritorno nel 2015 gareggiando in duo con Svetlana Romašina, guadagnando l'accesso ai Giochi olimpici di Rio de Janeiro 2016. A distanza di quattro anni dai suoi ultimi titoli mondiali vinti, a Kazan' 2015 ha conquistato altri tre ori nel singolo (programma libero) e nelle due gare di duo (tecnico e libero). A Rio de Janeiro vince altre due medaglie d'oro olimpiche trionfando nel duo con Romašina, e ottenendo successivamente un altro primo posto nella gara a squadre.

## Palmarès
- Giochi olimpici

Pechino 2008: oro nella gara a squadre.
Londra 2012: oro nel duo e nella gara a squadre.
Rio de Janeiro 2016: oro nel duo e nella gara a squadre.
- Mondiali di nuoto

Montréal 2005: oro nella gara a squadre e nel libero combinato, argento nel singolo.
Melbourne 2007: oro nel singolo (programma tecnico), nella gara a squadre (programma libero e tecnico) e nel libero combinato; argento nel singolo (programma libero).
Roma 2009: oro nel singolo (programma tecnico e libero), nel duo (programma libero) e nella gara a squadre (programma libero).
Shanghai 2011: oro nel singolo (programma libero e tecnico), nel duo (programma libero e tecnico), nella gara a squadre (programma libero) e nel libero combinato.
Kazan 2015: oro nel singolo (programma libero) e nel duo (programma tecnico e libero).
- Europei di nuoto

Madrid 2004: argento nel singolo.
Budapest 2006: oro nel singolo, nella gara a squadre e nel libero combinato.
Eindhoven 2008: argento nel singolo.
Budapest 2010: oro nel singolo, nel duo, nella gara a squadre e nel libero combinato.
Eindhoven 2012: oro nel singolo e nel duo.
Londra 2016: oro nel singolo (programma libero) e nel duo (programma libero e tecnico).

## Riconoscimenti
- LEN Award: 2009, 2010, 2011, 2012, 2016
- Atleta dell'anno FINA: 2010, 2011, 2012, 2016

## Onorificenze

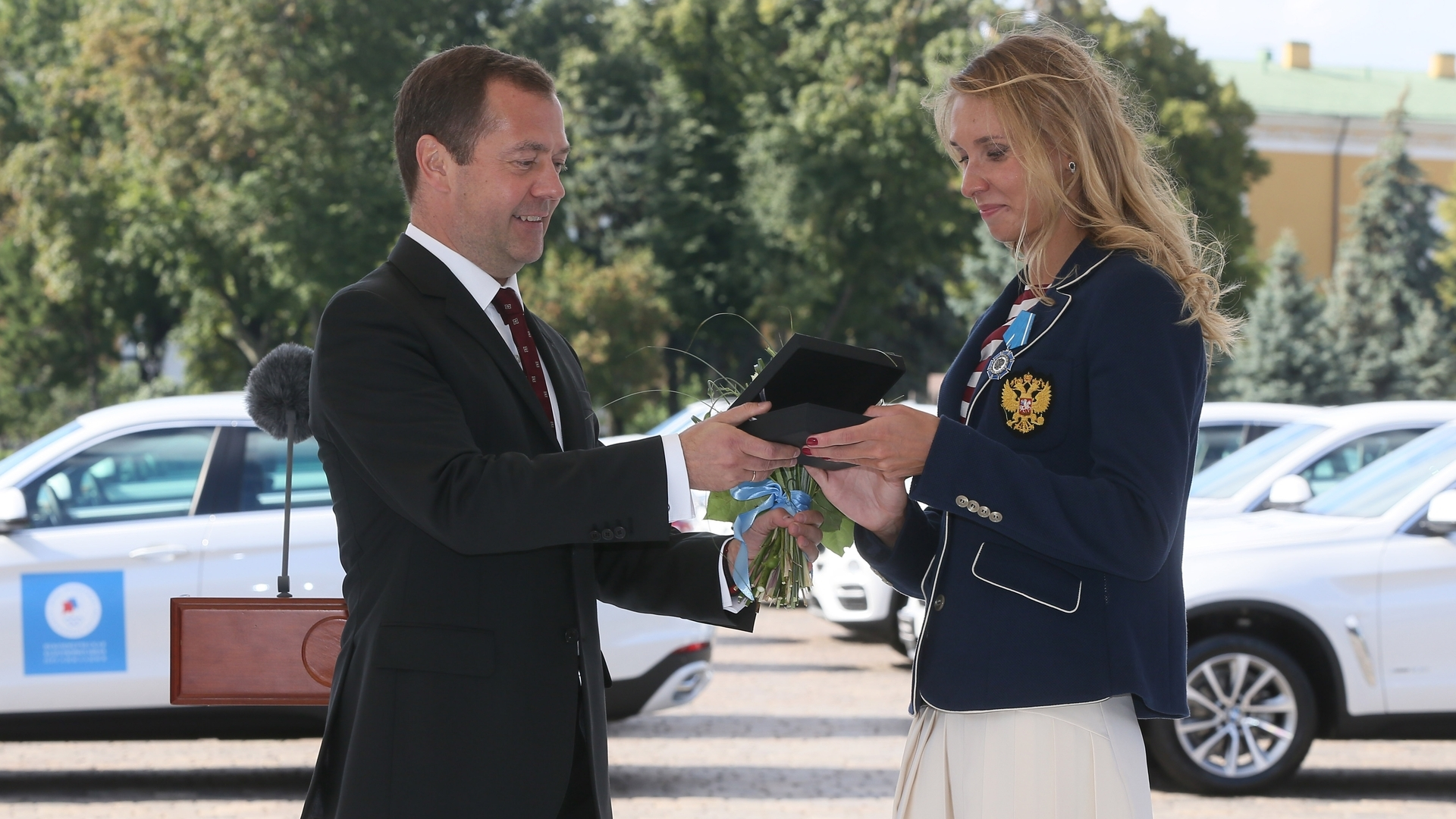
Il primo ministro russo Dmitrij Medvedev e Natal'ja Iščenko alla cerimonia per l'assegnazione dell'ordine d'Onore, 2016.